# Мамедов, Нариман Камилевич
Мамедов Нариман Камилевич (азерб. Nəriman Kamileviç Məmmədov; род. 10 июля 1969, Москва) — азербайджанский продюсер. Секретарь Союза кинематографистов Азербайджанской Республики. Руководитель киностудии «Нариманфильм», председатель «Гильдии продюсеров Азербайджанской Республики», Заслуженный работник культуры Азербайджана (2018), основатель Международного молодёжного кинофестиваля «Салам».

## Биография
Нариман Мамедов родился в 1969 году в Москве, Россия. Получил высшее юридическое и военно-политическое образование. Он имеет более чем 25-летний опыт работы на руководящих должностях в различных местных и международных компаниях.
В 1994 году основал киностудию «Нариманфильм». Основными направлениями деятельности компании являются производство короткометражных, документальных и художественных фильмов, техническая поддержка и продвижение азербайджанских фильмов в мире. Продюсировал несколько короткометражных, документальных и художественных фильмов. В сентябре 2005 года стал одним из основателей «Южно-Кавказской независимой транснациональной ассоциации деятелей кино» (IFA-SC). В октябре того же года он был избран председателем Совета директоров Ассоциации. В июне 2012 года он был избран заместителем председателя Общественного объединения «Гильдия продюсеров Азербайджана». В июле того же года он стал одним из учредителей Союза кинематографистов Азербайджанской Республики.
Основатель Международного молодёжного кинофестиваля «Салам». Международный молодёжный кинофестиваль «Салам», основанный 1 мая 2019 года — накануне фестиваля дети смотрят новые образцы мирового и азербайджанского кинематографа, обсуждают фильмы с участием кинокритиков и других специалистов кино, голосуют в составе жюри для определения победителей.
С 19 октября 2021 года он стал председателем «Гильдии продюсеров Азербайджанской Республики».
Продюсер короткометражных и полнометражных художественных и документальных фильмов.

## Награды
- Почётное звание «Заслуженный работник культуры» (1 августа 2018)[2]
- Награда «Выдающиеся достижения в кино» Всемирного кинофестиваля Нойда (27 ноября 2020 года)[3]

## Фильмография
1. «Мин» (2001) — короткометражный фильм
2. Внук горы (2002—2006) — короткометражный фильм
3. Пери-Гала (2007) — короткометражный фильм
4. Участок (2008) — художественный фильм
5. «Я помню птиц»… (2002) — документальный
6. На злачных пажитях (2006) — документальный)
7. «Возвращение в Гобустан» (2007) — документальный
8. Моя школа (2008) — документальный
9. «Пассажир» (2013) — короткометражный фильм
10. 9х9 (фильм, 2013) — короткометражный
11. Нарушение тишины (фильм, 2014) — короткометражный
12. «Вторая пуля» (2017) — короткометражный фильм
13. «Собака, пьющая морскую воду» (2017) — короткометражный фильм
14. «Эстакада» (2019) — короткометражный фильм
15. «Джунга» (2018, Баку/Тамильский) — продюсер
16. «Кемпеговда 2» (2019, Баку/Каннада) — продюсер
17. «Виная Видейя Рама» (2019, Баку/телугу) — продюсер
18. «ABCD» (2019, Баку/телугу) — продюсер
19. «Никил Мудра» (2019, Баку/телугу) — продюсер
20. «Действие» (2019, Баку/Тамильский) — линейный продюсер
21. «90 МЛ» (2019, Баку/телугу) — линейный продюсер
22. ТВЦ «Оксемберг» (2019, Баку/Мумбаи) — линейный продюсер
23. «Талли Погати» (2019, Баку/Тамильский) — линейный продюсер
24. «Фарида» (2020, Баку/Санкт-Петербург) — продюсер
25. «Жаворонки в репейом поле» (2021, Баку/Ульяновск) — продюсер